# 全国经济委员会 (1947年—1948年)
全国经济委员会是中华民国行政院于1947年至1948年间设立的统筹全国经济事务的最高机构。

## 历史沿革
全国经济委员会的前身是最高经济委员会。抗战胜利后，为了完成经济复员促进全国经济，国民政府1945年11月设立最高经济委员会。其性质与抗战前的全国经济委员会相同。委员长宋子文，副委员长翁文灏，王云五、俞大维、周诒春、俞鸿钧、谷正纲、徐堪、蒋廷黻任当然委员，另有专门委员五人。隶属于国民政府主席。设有秘书处办理会务。设有下列专门机构：
- 输入设计专门委员会
- 公共工程委员会
- 物价委员会

最高经济委员会设有输入管理委员会、输出推广委员后，不久两会合并为直属于行政院输出入管理委员会。
1947年5月26日，为稳定全国经济，最高经济委员会改组为全国经济委员会，隶行政院。负责统筹执行“经济紧急措施方案”，厘定增加生产计划与管制物价办法，配合协调各主管机关之有关经济措施，以期适应窘迫的经济形势。行政院院长张群兼任委员长，王云五任副委员长，楼桐荪任秘书长，行政院副院长、各部部长、资源委员会委员长、主计长、中央银行总裁等为委员会的当然委员。内设：
- 秘书处，内设：
  - 第一组：主管经济政策、计划及方案之审定，各经济部门工作之联系配合事项。
  - 第二组：主管物价、工价、运价之调查指数之征集审编及稳定调整等各种方法之审定督导等事项。
  - 第三组：主管财政金融政策之审定、对外贸易之发展、国际收支之平衡及利用、外资之审议等事项。
  - 第四组：主管土地使用、水利开发、农林生产、粮食生产运销，农民生活之改进等策划督导事项。
  - 第五组：主管有关工业、矿业生产计划，器材、燃料、动力之供应调节，交通运输之配合，工业资金之运用，劳工就业之策划督导等事项。
  - 资料室
  - 总务室
- 国营生产事业出售监理委员会：1947年8月设立。
- 纺织事业调节委员会：1947年6月设立。内设原料处、技术处、配销处、资金处。
- 物资调节设计委员会：1948年7月拟设。

1948年8月17日全国经济委员会撤销，一切未完成业务移交行政院秘书处接管。